# Oiniades
Oiniades  este un oraș în Grecia în prefectura Aetolia-Acarnania.